# Satsuma (ciruela)
Satsuma es una variedad cultivar de ciruelo (Prunus salicina), de las denominadas ciruelas japonesas (aunque las ciruelas japonesas en realidad se originaron en China, fueron llevadas a los EE. UU. a través de Japón en el siglo XIX).
Una variedad que crio y desarrolló a finales del siglo XIX Luther Burbank en Santa Rosa (California), siendo un híbrido resultado del cruce de Prunus salicina X polen desconocido?. 
Las frutas son de tamaño pequeño a mediano, de piel con color de fondo verde y sobre color de moteado rojo opaco marrón, nunca uniforme, lenticelas  menudas, muy abundante, y pulpa de color rojo sanguino, con textura firme, jugosa, y sabor dulce, con un rico aroma a almendra. Tolera las zonas de rusticidad según el departamento USDA, de nivel 5 a 10.

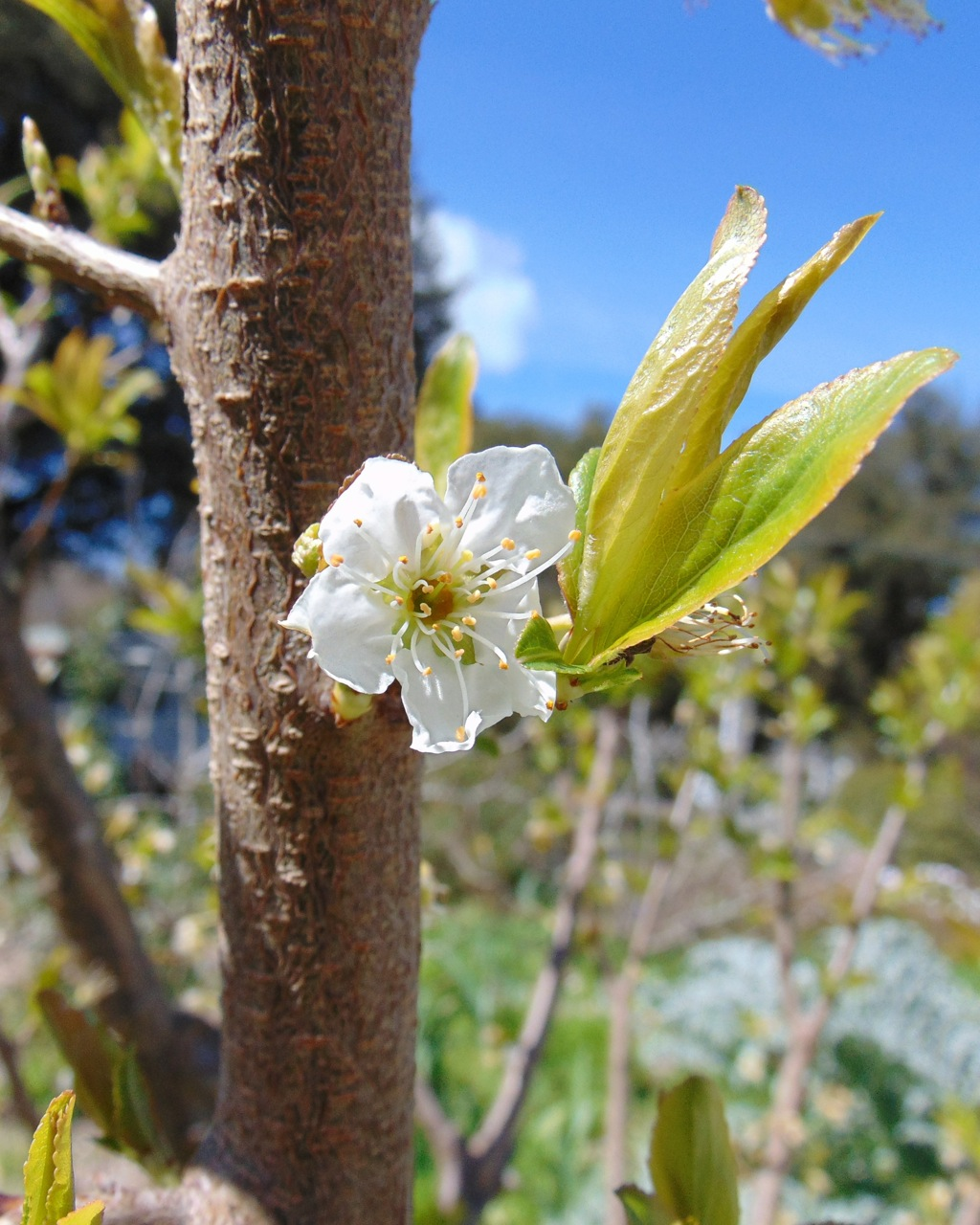
La flor de la variedad de ciruelo 'Satsuma'.

## Sinonimia
- "Blood plum of Satsuma",
- "Prunus triflora",
- "Beni Smono",
- "Blood Plum",
- "Honsmomo",
- "Japan Blood Plum",
- "Sanguine",
- "Satsuma Blood",
- "Yonemomo",
- "Yonesmomo".[1]

## Historia
'Satsuma' variedad de ciruela, de las denominadas ciruelas japonesas con base de Prunus salicina, y proviene de un árbol recibido por Luther Burbank de Yokohama, (Japón) enviado por un agente japonés en diciembre de 1885, " . . .y primero se llamó "Blood Plum of Satsuma" en honor a la Provincia de Satsuma de Japón" (Hedrick, 1911). Los brotes se vendieron con el nombre original en 1887, y los árboles se vendieron por primera vez en 1889. Fue desarrollada y cultivada por primera vez en el jardín del famoso horticultor Luther Burbank en Santa Rosa (California). Burbank realizaba investigaciones en su jardín personal y era considerado un artista del fitomejoramiento, que intentaba muchos cruces diferentes mientras registraba poca información sobre cada experimento. La "American Pomological Society" agregó la variedad 'Satsuma' a su catálogo de frutas en 1897.
La variedad de ciruela 'Satsuma' ha sido descrita: 1. Gard.Mon. 366, 367. 1887. 2. U.S.D.A. Rpt. 652, Pl. I fig., 636. 1887. 3. Card. & For. 1:471. 1888. 4. Bailey Ann. Hort. 103. 1889. 5. Am. Pom. Soc. Rpt. 105, 106, 125. 1891. 6. Ga. Hort. Soc. Rpt. 54. 1892. 7. Cornell Sta. Bul. 62:29. 1894. 8. Rev. Hort. 458. 1894. 9. Ga. Hort. Soc. Rpt. 96. 1895. 10. Guide Prat. 165, 366. 1895. 11. Cornell Sta. Bul. 106:46, 53. 1896. 12. Ala. Col. Sta. Bul. 85:446. 1897. 13. Cornell Sta. Bul. 139:38, 42. 1897. 14. Am. Pom. Soc. Cat. 26. 1897. 15. Mich. Sta. Bul. 169:243, 250. 1899. 16. Cornell Sta. Bul. 175:151. 1899. 17. Ohio Sta. Bul. 113:158. 1899. 18. Waugh Plum Cult. 141. 1901. 19. Mich. Sta. Bul. 187:77, 80. 1901. 20. Ga. Sta. Bul. 68:14, 33, 34. 1905. 21. De Vries Pl. Br. 170. 1907.

## Características

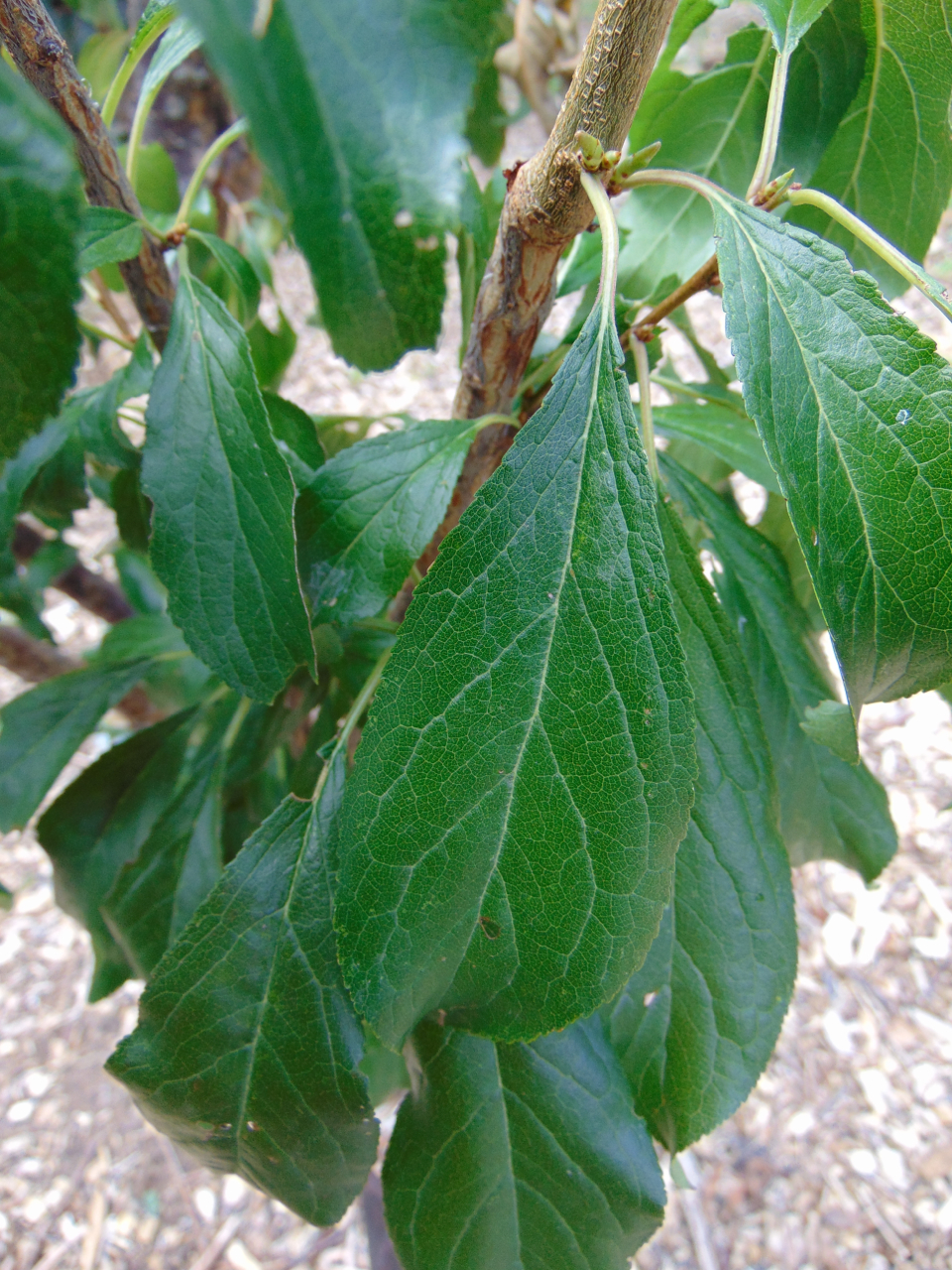
Las hojas de la variedad de ciruelo 'Satsuma'.

'Satsuma' es un árbol de tamaño mediano a grande, de porte vertical, vigoroso, moderadamente productivo y produce cosechas más abundantes a medida que envejece.
Hojas algo lanceoladas, de espesor medio; haz verde oscuro, con una nervadura central poco profunda y acanalada; envés verde claro, glabro; margen fina y doblemente crenado, glandular; pecíolo teñido de rojo, con de una a tres glándulas reniformes de color amarillo verdoso de tamaño variable, generalmente en la base de la lámina.
Flor delgada, blanca, muy abundante todos los años, en su polinización, mejora con buenos polinizadores tal como 'Beauty', 'Burbank', 'Methley', 'Shiro', Toka, 'Wickson', 'Santa Rosa' y 'Laroda', que tiene un tiempo de floración que comienza a partir del 18 de abril con el 10% de floración, para el 21 de abril tiene una floración completa (80%), y para el 8 de mayo tiene un 90% de caída de pétalos.
'Satsuma' tiene una talla de fruto de pequeño a mediano, de forma redonda o ligeramente aplanada; epidermis tiene una piel dura y amargosa, de color de fondo verde y sobre color de moteado rojo opaco marrón, nunca uniforme, lenticelas  menudas, muy abundante, dejando libre la zona peduncular; sutura visible, generalmente más claro que el resto del fruto, superficial; pulpa de color rojo sanguino, con textura firme, jugosa, y sabor dulce, con un rico aroma a almendra.
Hueso semi adherente, de tamaño pequeño.
Su tiempo de recogida de cosecha se inicia en su maduración de la segunda quincena de julio, y en zonas más frías a principios de agosto.

## Progenie
'Satsuma' tiene en su progenie un desporte, que a dado lugar a la nueva variedad de ciruela:
- Mariposa

## Usos
Las ciruelas 'Satsuma' se adapta a áreas con poco frío invernal y es muy popular en el sur de California. Nunca se cultiva comercialmente, pero es importante para los mercados locales y las plantaciones caseras.
Frutas en áreas de invierno templado pero también resistentes al frío para climas más fríos. Muy buenas en postres de cocina como tartas y pasteles, y se utilizan comúnmente para hacer conservas y mermeladas.